# (991) McDonalda
(991) McDonalda – planetoida z pasa głównego asteroid.

## Odkrycie
Została odkryta 24 października 1922 roku w Obserwatorium Yerkes przez Otto Struve. Nazwa pochodzi od McDonald Observatory, gdzie Otto Struve został mianowany pierwszym dyrektorem. Obserwatorium zostało ufunowane przez teksańskiego bankiera Williama Johnsona McDonalda. Przed nadaniem nazwy planetoida nosiła oznaczenie tymczasowe (991) 1922 NB.

## Orbita
Okrąża Słońce w ciągu 5 lat i 217 dni w średniej odległości 3,15 au (991) McDonalda należy do planetoid z rodziny Themis.